# Saunasaari (ö i Norra Savolax, Kuopio, lat 62,99, long 28,09)
Saunasaari är en ö i Finland. Den ligger i sjön Juurusvesi och Akonvesi och i kommunen Kuopio i den ekonomiska regionen  Kuopio ekonomiska region  och landskapet Norra Savolax, i den centrala delen av landet, 400 km nordost om huvudstaden Helsingfors. Öns area är 2,3 hektar och dess största längd är 280 meter i nord-sydlig riktning.